# Liste der Ebeling-Fischdampfer
Diese Liste der Ebeling-Fischdampfer verzeichnet die Fischdampfer der 1905 gegründeten Reederei von Nicolaus Ebeling.

## Liste
| Nr. | UntSi     | Schiffsname        | Baujahr | Werft                                     | BRT | PS   | Bemerkungen |
| --- | --------- | ------------------ | ------- | ----------------------------------------- | --- | ---- | --- |
| 1   | LGRB      | AUGUSTENBURG I     | 1906    | Wichhorst-Werft                           | 232 | 400  | am 3. November 1914 im Dienst der Kaiserlichen Marine gesunken                                                             |
| 2   | LDCF      | AUGUSTENBURG II    | 1915    | Schiffswerft und Maschinenbau AG, Hamburg | 230 | 400  | 1930 um 3,76 m verlängert, 1937 an die Kaiserliche Marine verkauft                                                         |
| 3   | LGRC      | HOLSTEIN I         | 1906    | Schiffswerft und Maschinenbau AG, Hamburg | 223 | 400  | 1919 in der Nordsee durch Minenexplosion gesunken                                                                          |
| 4   | LDFR DQPN | HOLSTEIN II        | 1921    | R. Holtz, Hamburg                         | 273 | 430  | 1933 bei Howaldt um 3,85 m verlängert, 1937 nach Italien verkauft                                                          |
| 5   | DOUI      | HOLSTEIN III       | 1938    | Howaldtswerke Hamburg                     | 509 | 750  | 1945 Auslieferung an die Sowjetunion                                                                                       |
| 6   | LGQV      | SCHLESWIG I        | 1906    | Schiffswerft und Maschinenbau AG, Hamburg | 209 | 400  | 1927 an Cuxhavener Hochseefischerei AG verkauft                                                                            |
| 7   | QVPD      | SCHLESWIG II       | 1931    | Howaldt Hamburg                           | 433 | 750  | am 26. April 1940 im Dienst der Kriegsmarine gesunken                                                                      |
| 8   | DESO      | SCHLESWIG-HOLSTEIN | 1950    | Howaldt Hamburg                           | 530 | 800  | 29. April 1950 Stapellauf, 1954 Unterschubfeuerung und Verstellpropeller                                                   |
| 9   | LGTP      | SONDERBURG         | 1910    | Wichhorst                                 | 229 | 450  | 1926 nach Argentinien verkauft                                                                                             |
| 10  | LGVD      | GLÜCKSBURG         | 1912    | Wichhorst                                 | 227 | 450  | 1927 um 4,82 m verlängert, 1937 an die Kriegsmarine verkauft                                                               |
| 11  | LGVH DQPG | LAUENBURG          | 1912    | Wichhorst                                 | 212 | 450  | 1930 um 4,89 m verlängert, 1937 an die Kriegsmarine verkauft                                                               |
| 12  | LGWC DQPH | OLDENBURG          | 1913    | Wichhorst                                 | 214 | 400  | am 22. Januar 1934 bei Nordkinn gestrandet                                                                                 |
| 13  | unbek.    | NORBURG I          | 1914    | Wichhorst                                 | ?   | 450  | 1915 im Dienst der Kaiserlichen Marine gesunken                                                                            |
| 14  | LDBS      | NORBURG II         | 1918    | Schiffswerft und Maschinenbau AG, Hamburg | 227 | 450  | ex AXEL WALTHER, Februar 1931 südlich Island gesunken                                                                      |
| 15  | unbek.    | JOHS. THODE I      | 1915    | Wichhorst                                 | 224 | 400  | 1918 im Dienst der Kaiserlichen Marine gesunken                                                                            |
| 16  | LDCK      | JOHS. THODE II     | 1917    | Kremer Werft, Elmshorn                    | 259 | 400  | 1929 vor Murmansk gestrandet                                                                                               |
| 17  | LDBT      | N. EBELING I       | 1916    | Schiffswerft und Maschinenbau AG, Hamburg | 230 | 400  | 1937 an die Kriegsmarine verkauft                                                                                          |
| 18  | DOSR      | N. EBELING II      | 1937    | Howaldt Hamburg                           | 487 | 750  | am 23. Dezember 1952 westlich Island untergegangen                                                                         |
| 19  | LDBQ      | JOHS. VESTER       | 1916    | Schiffswerft und Maschinenbau AG, Hamburg | 229 | 400  | 1937 an die Kriegsmarine verkauft                                                                                          |
| 20  | LDBR DQPL | HAMBURG            | 1917    | Schiffswerft und Maschinenbau AG, Hamburg | 229 | 400  | 1928 bei der Reiherstiegwerft um 4,97 m verlängert; 1933 Abdampfturbine; 1939 an Andersen & Co. verkauft                   |
| 21  | LDCQ      | FLENSBURG I        | 1919    | Schiffswerft und Maschinenbau AG, Hamburg | 250 | 400  | 1920 durch Minenexplosion in der Nordsee gesunken                                                                          |
| 22  | LDFW      | FLENSBURG II       | 1921    | Stülcken-Werft                            | 250 | 400  | 1933 bei der Kieler Howaldtswerke AG um 3,85 m verlängert, Abdampfturbine; 1940 an Andersen & Co. verkauft                 |
| 23  | LDFT DQPM | JOHS. KLATTE I     | 1921    | R. Holtz, Hamburg                         | 271 | 450  | 1933 bei Unterweser AG um 3,85 m verlängert, Abdampfturbine; 1937 nach Italien verkauft                                    |
| 24  | DAGC      | JOHS. KLATTE II    | 1938    | Howaldt Hamburg                           | 509 | 750  | angebaute Kortdüse |
| 25  | LDFS      | RENDSBURG          | 1921    | Stülcken                                  | 250 | 400  | 1933 bei Unterweser AG um 3,85 m verlängert, Abdampfturbine; 1939 an Andersen & Co. verkauft                               |
| 26  | RGBT      | JOHN MAHN          | 1927    | Reiherstiegwerft                          | 292 | 625  | am 12. Februar 1942 im Dienst der Kriegsmarine gesunken                                                                    |
| 27  | DQPV      | CLAUS EBELING      | 1933    | Howaldt Kiel                              | 435 | 750  | 1946 an Großbritannien ausgeliefert; ab 4. September 1955 als MARGARETE MÜLLER im Dienst der Finkenwärder Hochseefischerei |
| 28  | DQPX      | GERMANIA I         | 1934    | Howaldt Kiel                              | 429 | 750  | am 12. August 1944 im Dienst der Kriegsmarine gesunken                                                                     |
| 29  | ./.       | GERMANIA II        | 1955    | AG Weser, Seebeckwerft                    | 650 | 1000 | 3. November 1955 Stapellauf; Nachbau FD ALEMANNIA                                                                          |
| 30  | DQQB      | FRISIA I           | 1936    | Howaldt Kiel                              | 429 | 750  | am 8. Mai 1945 an Frankreich ausgeliefert, MÉROU in Fécamp; 1952 durch O.A. Müller (Hamburg) als KAPT. SCHRÖDER eingesetzt |
| 31  | DFAO      | FRISIA II          | 1953    | AG Weser, Seebeckwerft                    | 581 | 1000 | 28. Februar 1953 Stapellauf                                                                                                |
| 32  | DOSP      | TEUTONIA I         | 1937    | Howaldt Hamburg                           | 487 | 750  | am 8. Mai 1945 an Frankreich ausgeliefert, LE ROUGET in Boulogne-sur-Mer                                                   |
| 33  | DFAI      | TEUTONIA II        | 1944    | N.V.M.I.J. De Schelde                     | 520 | 850  | am 12. Juli 1952 als Tonnenleger NORDSEE bzw. WANGEROOGE II angekauft, am 30. Oktober 1952 in Dienst gestellt              |
| 34  | DOSO      | ALEMANNIA I        | 1937    | AG Weser, Seebeckwerft                    | 487 | 750  | im April 1945 im Dienst der Kriegsmarine gesunken                                                                          |
| 35  | DFAW      | ALEMANNIA II       | 1954    | AG Weser, Seebeckwerft                    | 649 | 1000 | am 24. Juli 1954 Stapellauf, Heizölfeuerung                                                                                |
| 36  | ./.       | Neubau Nr. 807     | 1956    | AG Weser, Seebeckwerft                    | 650 | 1000 | Nachbau ALEMANNIA |

## Historische Bezüge der Schiffsnamen
- Schleswig – Herzogtum Schleswig
- Holstein – Herzogtum Holstein
- Augustenburg – Schleswig-Holstein-Sonderburg-Augustenburg[6]
- Sonderburg – Sønderborg
- Glücksburg – Schloss Glücksburg (Glücksburg)
- Lauenburg – Herzogtum Sachsen-Lauenburg
- Oldenburg – Haus Oldenburg
- Norburg – Nordborg
- Rendsburg – Rendsburg, Schleswig-Holsteinische Erhebung